# نادي بوتيف جابولوف
بوتيف جابولوف نادي كرة قدم بلغاري تأسس عام 1945 في مدينة جابولوف .